# Francis Ford
Francis Ford, nato Francis Feeney, (Portland, 14 agosto 1881 – Los Angeles, 5 settembre 1953), è stato un attore, regista e sceneggiatore statunitense.
Era il fratello maggiore di John Ford.

## Biografia
Francis Ford nacque a Portland, nel Maine. Era figlio di John A. Feeney, un irlandese nato nella contea di Galway nel 1854 che, nel 1878, era emigrato negli Stati Uniti, andando a vivere nel Maine. Qui, aprì una drogheria. Gli affari andarono talmente bene che John avrebbe aperto in seguito altri quattro negozi.
Francis, giovanissimo, si arruolò in fanteria per prestare servizio al tempo della guerra ispano-americana. Iniziò poi, a New York, a lavorare nel cinema per David Horsley, Al Christie e, a San Antonio, per Gaston Méliès. Fu in quel periodo che adottò il nome di Francis Ford.

## Filmografia parziale

### Attore

#### 1909
- The Stolen Wireless, regia di Wallace McCutcheon (1909)
- For the Cause of Suffrage, regia di Georges Méliès (1909)

#### 1911
- The Immortal Alamo, regia di William F. Haddock (1911)
- Falsely Accused, regia di Thomas H. Ince (1911)

#### 1912
- Chinese Smugglers, regia di Thomas H. Ince (1912)
- A Woman's Gratitude
- The Indian Maid's Elopement, regia di Thomas H. Ince (1912)
- The Gambler's Heart, regia di Thomas H. Ince (1912)
- The Laugh on Dad, regia di Thomas H. Ince (1912)
- The Honor of the Tribe, regia di Thomas H. Ince (1912)
- The Run on the Bank, regia di Thomas H. Ince (1912)
- Melita's Ruse
- The Sub-Chief's Choice, regia di Thomas H. Ince (1912)
- The Ranch Girl's Love, regia di Thomas H. Ince (1912)
- Love and Jealousy, regia di Thomas H. Ince (1912)
- The Empty Water Keg, regia di Thomas H. Ince (1912)
- The Protection of the Cross
- A Tenderfoot's Revenge
- Broncho Bill's Love Affair
- Smiling Bob
- The Wild West Circus
- The Deputy's Sweetheart, regia di Thomas H. Ince (1912)
- War on the Plains, regia di Thomas H. Ince (1912)
- The Heart of an Indian
- Seven Bars of Gold
- The Battle of the Red Men
- The Sheriff's Daughter (1912)
- The Deserter, regia di Thomas H. Ince (1912)
- Troubles of the XL Outfit
- The Crisis, regia di Thomas H. Ince (1912)
- Wanted: A Wife
- Blazing the Trail, regia di Thomas H. Ince (1912)
- The Ghost of Sulphur Mountain
- The Post Telegrapher, regia di Thomas H. Ince e Francis Ford (1912)
- Finding the Last Chance Mine
- The Lieutenant's Last Fight
- Making Good, regia di Gaston Méliès (1912)
- The Outcast, regia di Thomas H. Ince (1912)
- Ghosts at Circle X Camp
- A Soldier's Honor
- On the Warpath, regia di Reginald Barker (1912)
- The Sheriff of Stoney Butte
- His Nemesis, regia di Thomas H. Ince (1912)
- Reconciled
- The Sheriff's Mysterious Aide
- Snowball and His Pal
- His Double Life, regia di Thomas H. Ince (1912)
- A String of Beads
- The Last Resource
- The Desert
- The Gambler and the Girl
- His Partner's Share
- The Reformed Outlaw
- The Ranger's Girls
- The Garrison Triangle
- The Reckoning, regia di Thomas H. Ince - cortometraggio (1912)
- The Bandit's Gratitude
- An Old Tune
- The Fugitive, regia di Francis Ford (1912)
- The Frontier Child
- Sundered Ties
- On the Firing Line, regia di Francis Ford (1912)
- Custer's Last Fight, regia di Francis Ford (1912)
- An Indian Legend, regia di Charles Giblyn o di Francis Ford (1912)
- How Shorty Kept His Word
- On Secret Service, regia di Thomas H. Ince (1912)
- The Man They Scorned, regia di Reginald Barker (1912)
- When Lee Surrenders, regia di Thomas H. Ince (1912)
- Mary of the Mines
- The Altar of Death, regia di C. Gardner Sullivan e Thomas H. Ince  (1912)
- The Civilian
- The Governor's Clemency (1912)
- The Army Surgeon, regia di Francis Ford (1912)
- The Ball Player and the Bandit, regia di Francis Ford (1912)
- Linked by Fate (1912)
- The Invaders, regia di Francis Ford e Thomas H. Ince  (1912)
- His Squaw, regia di Charles Giblyn (1912)
- A Double Reward, regia di Thomas H. Ince (1912)
- Blood Will Te, regia di Walter Edwards 1912  (1912)
- The Law of the West, regia di Thomas H. Ince (1912)

#### 1913
- The Burning Brand
- The Great Sacrifice, regia di Raymond B. West (1913)
- In the Ranks, regia di Francis Ford (1913)
- A Bluegrass Romance, regia di Charles Giblyn (o Francis Ford?) (1913)
- When Lincoln Paid
- When Life Fades
- The Favorite Son, regia di Francis Ford (1913)
- The Counterfeiter
- The Coward's Atonement, regia di Francis Ford (1913)
- The Telltale Hatband
- His Brother
- The Barrier, regia di William J. Bauman (1913)
- The Lost Dispatch
- The Sins of the Father, regia di William J. Bauman (1913)
- The Battle of Bull Run
- The Pride of the South, regia di Burton L. King (1913)
- A Frontier Wife
- The Iconoclast, regia di Francis Ford
- Texas Kelly at Bay
- The Half Breed Parson
- With Lee in Virginia
- Taps
- The Darling of the Regiment
- War
- Will o' the Wisp
- The Vengeance of the Skystone
- The Toll of War
- The Stars and Stripes Forever
- The Honor of the Regiment
- The Battle of San Juan Hill, regia di Francis Ford (1913)
- An Indian's Gratitude, regia di Frank E. Montgomery - cortometraggio (1913)
- The Capture of Aguinaldo, regia di Francis Ford (1913)
- The Battle of Manila, regia di Francis Ford (1913)
- An Orphan of War
- A Cow-Town Reformation
- The Struggle, regia di Jack Conway e Frank E. Montgomery (1913)
- Captain Billie's Mate
- The She Wolf, regia di Francis Ford (1913)
- The Black Masks, regia di Francis Ford e Grace Cunard (1913)
- From Dawn Till Dark, regia di Francis Ford (1913)
- The Madonna of the Slums, regia di Francis Ford (1913)
- Wynona's Vengeance, regia di Francis Ford (1913)
- The White Vaquero, regia di Francis Ford (1913)
- The Belle of Yorktown
- From Rail Splitter to President, regia di Francis Ford - cortometraggio (1913)

#### 1914
- A Wartime Reformation, regia di Francis Ford (1914)
- An Unsigned Agreement, regia di Francis Ford (1914)
- The Mad Hermit, regia di Francis Ford (1914)
- In the Fall of '64, regia di Francis Ford (1914)
- A Bride of Mystery, regia di Francis Ford (1914)
- The Twins' Double, regia di Grace Cunard e Francis Ford (1914)
- The Mysterious Leopard Lady, regia di Francis Ford (1914)
- Washington at Valley Forge, regia di Francis Ford (1914)
- The Mystery of the White Car, regia di Francis Ford (1914)
- Lucille Love: The Girl of Mystery
- How Green Saved His Mother-in-Law
- How Green Saved His Wife
- The Tangle (1914)
- The Man of Her Choice
- The Return of the Twins' Double, regia di Francis Ford (1914)
- Be Neutral
- The Phantom Violin
- The Mysterious Hand, regia di Francis Ford (1914)
- La rosa misteriosa (The Mysterious Rose), regia di Francis Ford (1914)
- The District Attorney's Brother
- The Ghost of Smiling Jim
- The Call of the Waves
- A Study in Scarlet, regia di Francis Ford (1914)

#### 1916
- La scommessa del bandito (The Bandit's Wager), regia di Francis Ford (1916)

#### 1917
- Who Was the Other Man?, regia di Francis Ford (1917)

#### 1923
- Tre salti in avanti (Three Jumps Ahead), regia di John Ford (1923)

#### 1925
- The Red Rider, regia di Clifford Smith (1925)
- Taming the West, regia di Arthur Rosson (1925)
- Cuore di combattente (The Fighting Heart), regia di John Ford (1925)

- La capanna dello zio Tom (Uncle Tom's Cabin), regia di Harry A. Pollard (1927)

#### 1928
- The Chinatown Mystery, regia di J.P. McGowan - serial (1928)
- La sete dell'oro (The Trail of '98), regia di Clarence Brown (1928)

#### 1929
- Il giustiziere (The Charlatan), regia di George Melford (1929)

#### 1933
- The Man from Monterey, regia di Mack V. Wright (1933)
- Charlie Chan's Greatest Case, regia di Hamilton MacFadden (1933)

#### 1934
- Charlie Chan's Courage, regia di Eugene Forde e George Hadden (1934)

#### 1935
- Il battello pazzo (Steamboat Round the Bend), regia di John Ford (1935)

#### 1936
- L'aratro e le stelle (The Plough and the Stars), regia di John Ford (1936)

- L'ora che uccide (Charlie Chan's Secret), regia di Gordon Wiles (1936)

#### 1937
- Il mercante di schiavi (Slave Ship), regia di Tay Garnett (1937)

#### 1939
- Ombre rosse, regia di John Ford (1939)

#### 1942
- The Loves of Edgar Allan Poe, regia di Harry Lachman (1942)

- Nelle tenebre della metropoli (Hangover Square), regia di John Brahm (1945)

1952
• The quiet man, regia di John Ford

#### 1953
- It Happens EveryThursday, regia di Joseph Pevney (1953)

1954
• Il sole splende alto, regia di John Ford (1954)

### Regista
- Custer's Last Fight, regia di Francis Ford (1912)
- On the Firing Line (1912)
- For the Cause, co-regia di Thomas H. Ince (1912)
- The Fugitive (1912)
- His Better Self, co-regia di Fred J. Balshofer (1912)
- The Coward's Atonement (1913)
- Will o' the Wisp (1913)
- The Battle of San Juan Hill (1913)
- The Capture of Aguinaldo (1913)
- The Battle of Manila (1913)
- An Orphan of War (1913)
- A Cow-Town Reformation (1913)
- Captain Billie's Mate (1913)
- The She Wolf (1913)
- The Black Masks, co-regia di Grace Cunard (1913)
- From Dawn Till Dark (1913)
- The Madonna of the Slums (1913)
- Wynona's Vengeance (1913)
- The White Vaquero (1913)
- From Rail Splitter to President - cortometraggio (1913)
- The Mad Hermit (1914)
- Sheridan's Pride, co-regia di Grace Cunard (1914)
- The Twins' Double, co-regia di Grace Cunard (1914)
- The Mystery Ship, co-regia di Harry Harvey e Henry MacRae - serial (1917)
- Who Was the Other Man? (1917)
- The Craving, co-regia di John Ford (1918)
- So This Is Arizona (1922)
- Her Own Story (1926)
- The Call of the Heart (1928)
- L'ultimo scandalo (Scandal for Sale), regia di Russell Mack (1932)
- Alba di gloria (Young Mr. Lincoln), regia di John Ford (1939)
- Duello a S. Antonio (San Antonio), regia di David Butler e, non accreditati, Robert Florey e Raoul Walsh (1945)

### Sceneggiatore
- The Chinatown Mystery, regia di J.P. McGowan - serial (1928)